# Liste des épisodes de Diriliş: Ertuğrul
La liste des épisodes de Diriliş: Ertuğrul (Resurrection Ertuğrul), série télévisée turque, est constituée de 50 épisodes, du 10 décembre 2014 au 29 mai 2019.
À l'origine 150 épisodes, elle a ensuite été diffusées sur Netflix coupé en épisodes plus courts avec le nombre de 448.

## Panorama des saisons
| Saison | Nombre d’épisodes | Diffusion originale | Diffusion originale | Diffusion originale | Diffusion originale            |
| Saison | Nombre d’épisodes | Années              | Début de saison     | Fin de saison       | Audience moyenne (en millions) |
| ------ | ----------------- | ------------------- | ------------------- | ------------------- | ------------------------------ |
| 1      | 26                | 2014-2015           | 10 décembre 2014    | 17 juin 2015        | 5,53                           |
| 2      | 35                | 2015-2016           | 30 septembre 2015   | 8 juin 2016         | 8,62                           |
| 3      | 30                | 2016-2017           | 26 octobre 2016     | 14 juin 2017        | 11,92                          |
| 4      | 30                | 2017-2018           | 25 octobre 2017     | 6 juin 2018         | 14,10                          |
| 5      | 29                | 2018-2019           | 7 novembre 2018     | 29 mai 2019         | 15,40                          |

## Liste des épisodes

### Première saison (2014-2015)
Composée de vingt-six épisodes, la saison a été diffusée du 10 décembre 2014 au 17 juin 2015 sur TRT 1, en Turquie.
1. Pilot (Pilot)
2. Chasse. Première partie (Av. İlk kısım)
3. Chasse. Deuxième partie (Av. İkinci kısım)
4. Traitre (Hain Olan)
5. Ertuğrul (Ertuğrul)
6. Süleyman Şah (Süleyman Şah)
7. Justice poétique (İlahi Adalet)
8. Heure du compte (Hesap Vakti)
9. Grand rêve (Büyük Rüya)
10. Temps de la résurrection (Diriliş Vakti)
11. Qui est le traître ? (Hain Kim ?)
12. Notre cœur est Alep (Gönlümüz Halep)
13. Bedrin Lions (Bedrin Aslanları)
14. Journée de l'unité (Gün Birlik Günü)
15. Armée de la justice (Adalet Ordusu)
16. Notre cas (Davamız)
17. Er Square (Er Meydanı)
18. Pour la résurrection (Diriliş İçin)
19. Heure de la Principauté (Beylik Zamanı)
20. Le grand jeu (Büyük Oyun)
21. La persécution ne continue pas (Zulüm Devam Etmez)
22. Jour de la victoire. Première partie (Zafer Günü. İlk kısım)
23. Jour de la victoire. Deuxième partie (Zafer Günü. İkinci kısım)
24. Conquête propice (Kutlu Fetih)
25. La résurrection de la nation. Première partie (Milletin Dirilişi. İlk kısım)
26. La résurrection de la nation. Première partie (Milletin Dirilişi. İkinci kısım)

### Deuxième saison (2015-2016)
Composée de trente-cinq épisodes, la saison a été diffusée du 30 septembre 2015 au 8 juin 2016 sur TRT 1, en Turquie.
1. Nous ne donnons pas un sol mélangé (Bir Karış Toprak Vermeyiz)
2. Nous ne nous inclinerons pas (Boyun Eğmeyeceğiz)
3. L'heure de l'union (Birlik Vakti)
4. Héros anticipé (Beklenen Kahraman)
5. Tu n'es pas seul (Yalnız Değilsin)
6. Bon réveil (Kutlu Uyanış)
7. Jour de la résurrection. Première partie (Diriliş Günü. İlk kısım)
8. Jour de la résurrection. Deuxième partie (Diriliş Günü. İkinci kısım)
9. Tu n'es pas seul (Yalnız Değilsin)
10. Feu de résurrection (Diriliş Ateşi)
11. Aube anticipée (Beklenen Şafak)
12. Pour ma nation (Milletim İçin)
13. Le coût de la trahison (İhanetin Bedeli)
14. À tête (Baş Koydum)
15. Il n'y a pas de Dieu (Allah Var Gam Yok)
16. Dans l'ombre du croissant (Hilalin Gölgesinde)
17. Conquête propice (Kutlu Fetih)
18. Honneur de la victoire (Zaferin Şerefi)
19. L'expédition est notre victoire appartient à Allah (Sefer Bizim Zafer Allah'ındır)
20. Guerre de la vérité et du faux (Hak ile Batılın Savaşı)
21. Voix de droite (Hakkın Sesi)
22. Feu de conquête (Fetih Ateşi)
23. Jeu sale (Kirli Oyun)
24. Le grand défi (Büyük Mücadele)
25. Nous ne donnerons pas l'opportunité (Fırsat Vermeyeceğiz)
26. L'heure de la justice (Adalet Vakti)
27. Bonne journée (Kutlu Gün)
28. Route du Conquête (Gaza Yolu)
29. Bon chemin (Hak Yolu)
30. Jeu de justice (Adalet Oyunu)
31. L'avenir de l'État (Devletin İstikbali)
32. Notre chemin (Bizim Yolumuz)
33. État de survie (Devletin Bekası)
34. Lutte bénie. Première partie (Kutlu Mücadele. İlk kısım)
35. Lutte bénie. Deuxième partie (Kutlu Mücadele. İkinci kısım)

### Troisième saison (2016-2017)
Composée de trente épisodes, la saison a été diffusée du 26 octobre 2016 au 14 juin 2017 sur TRT 1, en Turquie.
1. La résurrection d'une nation (Bir Milletin Dirilişi)
2. C'est un temps de conquête (Fetih Vaktidir)
3. Suivre la vérité. Première partie (Hakikatin Pesinde. İlk kısım)
4. Suivre la vérité. Deuxième partie (Hakikatin Pesinde. İkinci kısım)
5. Esprit de résurrection (Diriliş Ruhu)
6. Temps pour l'unité (Birlik Zamanı)
7. Cas heureux (Kutlu Dava)
8. Jour de la vengeance (İntikam Günü)
9. Heureuse victoire (Kutlu Zafer)
10. Pour la conquête (Fetih Içın)
11. Sur le chemin de notre Seigneur (Beyimizin Yolunda)
12. Nous mourons mille ressusciter (Bir Ölür Bin Diriliriz)
13. Vers la victoire (Zafere Doğru)
14. Jour du compte (Hesap Günü)
15. Justice poétique (İlahi Adalet)
16. La justice se manifestera (Adalet Tecelli Edecek)
17. Notre cas est un (Davamız Bir)
18. Qui nous sommes (Kimiz Biz)
19. Nous avons juré (Yemin Ettik)
20. Notre objectif (Gayemiz)
21. Marcher ensemble (Birlikte Yürümek)
22. Vive l'enfer pour les malfaiteurs (Zalimler İçin Yaşasın Cehennem)
23. Bien (İyi)
24. Mal (Kötü)
25. Allah soutient la bonté (Allah İyiliği Destekler)
26. Vasilius (Vasilius)
27. Plus haute. Première partie (Daha Yüksek. İlk kısım)
28. Plus haute. Deuxième partie (Daha Yüksek. İkinci kısım)
29. Un chien est un chien (Bir Köpek Bir Köpektir)
30. Désespoir après bonheur (Mutluluktan Sonra Umutsuzluk)

### Quatrième saison (2017-2018)
Composée de trente épisodes, la saison a été diffusée du 27 octobre 2017 au 6 juin 2018 sur TRT 1, en Turquie.
1. Menteur (Yalancı)
2. Des esclaves (Köleler)
3. Bey incompétent (Beceriksiz Bey)
4. Heure de la résurrection Ertuğrul (Diriliş Ertuğrul Vakti)
5. Réjouis-toi parce qu'il est vivant (Hayatta olduğu İçin Sevin)
6. Titan(Titan)
7. Mariage (Evlilik)
8. Lâche (Ödlek)
9. Discussion (Müzakere)
10. Bon mauvais et Bahadır (İyi Kötü ve Bahadır)
11. La fin d'un nouveau traître (Yeni Bir Hainin Sonu)
12. Grande victoire (Büyük Zafer)
13. Lois de Dieu, justice de Dieu (Allah'ın Kanunları, Allah'ın Adaleti)
14. Nouveau numéro (Yeni Sorun)
15. Chien cruel (Zalim Köpek)
16. Ares et Saadettin (Ares ve Saadettin)
17. Ahmet, pas Ares (Ahmet, Ares Değil)
18. Une belle journée pour les cruels (Zalim İçin Güzel Bir Gün)
19. Héros du palais (Saray Kahramanı)
20. Erreur (Hata)
21. Quelque chose ne va pas (Bir Şey Yanlış)
22. Ah Aslıhan Ah (Ah Aslıhan Ah)
23. Bons traîtres (İyi Hainler)
24. La fin du chien (Köpeğin Sonu)
25. Osman, le fils de Halime (Halime oğlu Osman)
26. Nouveau numéro (Yeni Sorun)
27. Mongols (Moğollar)
28. Mère nourricière (Süt Anne)
29. Pourparlers de paix (Barış Konuşmaları)
30. Plans anatoliens (Anadolu Planları)

### Cinquième saison (2018-2019)
Composée de vingt-neuf épisodes, la saison a été diffusée du 7 novembre 2018 au 29 mai 2019 sur TRT 1, en Turquie.
1. Épisode 122 (Bölüm 122)
2. Épisode 123 (Bölüm 123)
3. Épisode 124 (Bölüm 124)
4. Épisode 125 (Bölüm 125)
5. Épisode 126 (Bölüm 126)
6. Épisode 127 (Bölüm 127)
7. Épisode 128 (Bölüm 128)
8. Épisode 129 (Bölüm 129)
9. Épisode 130 (Bölüm 130)
10. Épisode 131 (Bölüm 131)
11. Épisode 132 (Bölüm 132)
12. Épisode 133 (Bölüm 133)
13. Épisode 134 (Bölüm 134)
14. Épisode 135 (Bölüm 135)
15. Épisode 136 (Bölüm 136)
16. Épisode 137 (Bölüm 137)
17. Épisode 138 (Bölüm 138)
18. Épisode 139 (Bölüm 139)
19. Épisode 140 (Bölüm 140)
20. Épisode 141 (Bölüm 141)
21. Épisode 142 (Bölüm 142)
22. Épisode 143 (Bölüm 143)
23. Épisode 144 (Bölüm 144)
24. Épisode 145 (Bölüm 145)
25. Épisode 146 (Bölüm 146)
26. Épisode 147 (Bölüm 147)
27. Épisode 148 (Bölüm 148)
28. Épisode 149 (Bölüm 149)
29. Le final de la série (Final)